# Пухнатый, Олег
Олег Пухнатый (род. 10 июня 1975, Ташкент) — узбекистанский пловец. Участник летних Олимпийских игр 1996, 2000 и 2004 годов, бронзовый призёр летних Азиатских игр 1994 года.

## Биография
Олег Пухнатый родился 10 июня 1975 года в городе Ташкент (сейчас в Узбекистане).
Выступал в соревнованиях по плаванию за «Олтынсув» из Навои.
В 1994 году завоевал бронзовую медаль летних Азиатских игр в Хиросиме в эстафете 4х100 метров вольным стилем.
В 1996 году вошёл в состав сборной Узбекистана на летних Олимпийских играх в Атланте. На дистанции 200 метров комплексным плаванием показал в квалификации 24-й результат — 2 минуты 6,39 секунды, уступив 1,90 секунды худшему из попавших в утешительный финал Джо Ёсими из Японии. В эстафете 4х100 метров вольным стилем сборная Узбекистана, за которую также выступали Вячеслав Кабанов, Равиль Начаев и Олег Цветковский, заняла в квалификации 17-е место с результатом 3.28,33, уступив 6,99 секунды худшей из попавших в финал команде Великобритании.
В 2000 году вошёл в состав сборной Узбекистана на летних Олимпийских играх в Сиднее. На дистанции 200 метров комплексным плаванием показал в квалификации 32-й результат — 2.06,01, уступив 2,68 секунды худшему из попавших в утешительный финал Джиро Мики из Японии. В эстафете 4х100 метров вольным стилем сборная Узбекистана, за которую также выступали Равиль Начаев, Олег Цветковский и Пётр Васильев, была дисквалифицирована в квалификации.
В 2004 году вошёл в состав сборной Узбекистана на летних Олимпийских играх в Афинах. На дистанции 200 метров комплексным плаванием показал в квалификации 42-й результат — 2.08,24, уступив 6,67 секунды худшему из попавших в утешительный финал Робину Фрэнсису из Великобритании.
Впоследствии перебрался в Воронеж, а затем в Краснодар, где работает в клубном бассейне.
Выступает в ветеранских соревнованиях по плаванию.

## Семья
Сын - Артём Олегович Пухнатый (род.1996)
Сын — Богдан Олегович Пухнатый (род. 2002), российский пловец.
Сын - Мирон Олегович Пухнатый (род. 2004), россиский пловец. 